# Disneymania 6
DisneyMania 6 — шестой альбом из серии Disneymania, выпущен 20 мая 2008 года.

## Список композиций
1. Митчел Муссо и Эмили Осмент — «If I Didn’t Have You» (Корпорация монстров) -
2. Дэми Ловато — «That’s How You Know» (Зачарованная) — 3:13
3. The Cheetah Girls — «Some Day My Prince Will Come» (Белоснежка и семь гномов) — 3:27
4. Колби Кэйллат — «Kiss the Girl» (Русалочка) — 3:17
5. Селена Гомес — «Cruella de Vil» (101 далматинец) — 3:20
6. Билли Рэй Сайрус — «Real Gone» (Тачки) — 3:32
7. Эллиотт Ямин — «Can You Feel the Love Tonight» (Король Лев) — 5:23
8. Элиан Келли — «He Lives in You» (Король Лев 2: Гордость Симбы) — 4:00
9. Дрю Сили — «You’ll Be in My Heart» (Тарзан) — 3:36
10. Кейт Вогель — «When You Wish upon a Star» (Пиноккио) — 2:45
11. Кеке Палмер — «Reflection» (Мулан) — 3:39
12. Plain White T's — «When I See an Elephant Fly» (Дамбо) — 1:54
13. Джордан Прютт — «Ever Ever After» (Зачарованная) — 3:12
14. Кейси Строх — «My Strongest Suit» (Аида) — 3:49
15. Никки Блонски — «A Dream Is a Wish Your Heart Makes» (Золушка) — 4:01

## Синглы
1. Селена Гомес — «Cruella de Vil»
2. Митчел Муссо и Эмили Осмент — «If I Didn’t Have You»
3. Дэми Ловато — «That’s How You Know»
4. Колби Кэйллат — «Kiss the Girl»
5. Билли Рэй Сайрус — «Real Gone»
6. Эмили Осмент — «Once Upon a Dream»

## Музыкальные видео
1. If I Didn’t Have You
2. Kiss the Girl
3. Cruella de Vil
4. Real Gone
5. That’s How You Know (Live at the 2008 Disney Channel Games)
6. Once Upon a Dream

## Чарты
| Чарт (2008)        | Позиция | Продано | Сертификат |
| ------------------ | ------- | ------- | ---------- |
| U.S. Billboard 200 | 33      | 106,000 | —          |